# Katsuni
Katsuni (sinh ngày 9 tháng 4 năm 1979) là một diễn viên phim khiêu dâm người Pháp gốc Việt. Trong sự nghiệp của mình, cô đã giành được tổng cộng 28 giải thưởng ở cả châu Âu và Mỹ. Cô làm việc tại cả Pháp và Los Angeles.

## Tiểu sử
Katsuni sinh tại Lyon, Pháp với tên khai sinh là Céline Tran. Cha cô là người Việt Nam và mẹ là người Pháp.
Trước kia cô dùng nghệ danh Katsumi nhưng bị tòa án Pháp yêu cầu đổi sau khi một người phụ nữ khác tên là Mary Katsumi khởi kiện. Vào tháng 10 năm 2007 Katsuni bị phạt 20.000 euro vì sử dụng lại tên cũ.
Vào đầu năm 2007, cô ký hợp đồng riêng với Digital Playground và tiến hành nâng ngực.
Cô nổi tiếng với những cảnh làm tình bằng hậu môn (anal sex) với nam diễn viên phim tình dục nổi tiếng Lexington Steele. Đặc biệt, cô là một trong số ít diễn viên, cùng với Belladonna, Bobbi Bliss, và Annette Schwarz, có thể thực hiện động tác tình dục bằng đường miệng với Lexington Steele - một trong những người có dương vật dài nhất thế giới (khoảng 33 cm).

## Giải thưởng

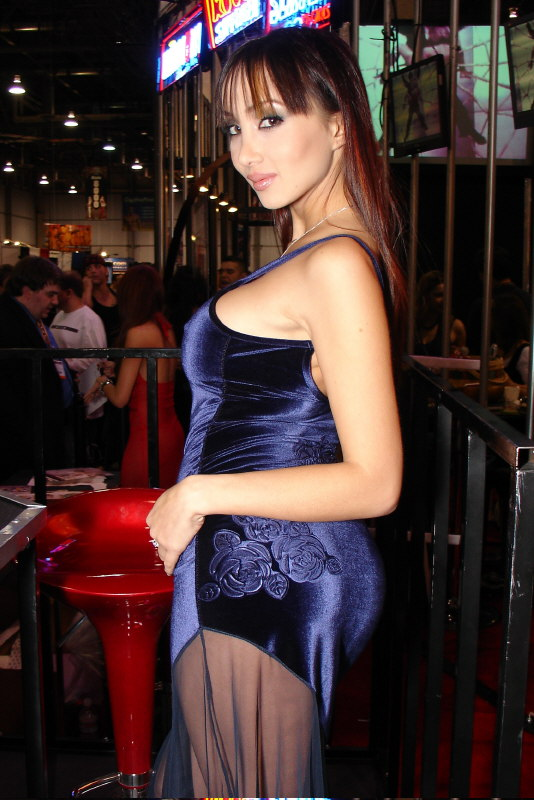

Katsuni đã giành được nhiều giải thưởng danh giá trong đó có "Tiết mục anal sex hay nhất" năm 2004 của NINFA tại Liên hoan phim tình dục quốc tế ở Barcelona, và ba giải "Tiết mục anal sex hay nhất" năm 2004, 2005, và 2006 của AVN.
Một số giải thưởng khác của cô bao gồm: "Cặp đôi nước ngoài đẹp nhất" (2003, 2004), "Cảnh đồng tính nữ hay nhất" (2004), "Giải nghệ thuật thoát y" (2006), và "Nữ diễn viên xuất sắc nhất" (10 giải).
Katsumi cũng từng được giới thiệu trên tạp chí Penthouse.
- 2004: AVN Award for Best Anal Sex Scene – Multiple P.O.V. (with Gisselle & Michael Stefano)
- 2005: AVN Award for Female Foreign Performer of the Year[6]
- 2005: AVN Award for Best Anal Sex Scene – Lex Steele XXX 3 (with Lexington Steele)[6]
- 2006: AVN Award for Female Foreign Performer of the Year[7]
- 2006: AVN Award for Best Interactive DVD – Virtual Katsuni[7]
- 2006: AVN Award for Best Anal Sex Scene – Cumshitters (cùng Manuel Ferrara)[7]
- 2006: AVN Award for Best Tease Performance – Ass Worship 7[7]
- 2007: AVN Award for Female Foreign Performer of the Year[8]
- 2007: AVN Award for Best Supporting Actress (Video) – Fashionistas Safado – The Challenge[8]
- 2007: AVN Award for Best Group Sex Scene (phim) – FUCK (with Carmen Hart, Kirsten Price, Mia Smiles, Eric Masterson, Chris Cannon, Tommy Gunn & Randy Spears)[8]
- 2007: AVN Award for Best All-Girl Sex Scene (phim) – FUCK (with Jessica Drake, Felecia, Clara G.)[8]
- 2007: Barcelona International Erotic Film Festival Award for Best Actress – French Connection[9]